# Ilex jiuwanshanensis
Ilex jiuwanshanensis är en järneksväxtart som beskrevs av Chang Jiang Tseng. Ilex jiuwanshanensis ingår i släktet järnekar, och familjen järneksväxter. Inga underarter finns listade i Catalogue of Life.